# Kophobelemnon leucharti
Kophobelemnon leucharti är en korallart som beskrevs av Cecchini 1917. Kophobelemnon leucharti ingår i släktet Kophobelemnon och familjen Kophobelemnidae. Inga underarter finns listade i Catalogue of Life.